# Bydgoszcz
« Bromberg » redirige ici. Pour les autres significations, voir Bromberg (homonymie).
Pour l’article homonyme, voir Bydgoszcz (Poméranie).
Bydgoszcz (/ˈbɨdɡɔʂt͡ʂ/  ; en allemand : Bromberg /ˈbʁɔmˌbɛʁk/ ), est une ville de Pologne, chef-lieu de la voïvodie de Couïavie-Poméranie, dont elle est la plus grande ville, et du powiat de Bydgoszcz.
Bydgoszcz a fait partie des territoires polonais annexés par la Prusse de 1772 à 1918.

## Histoire

### Toponymie
Le nom de Bydgoszcz se latinise en Bidgostia ou Bromberga et a été historiquement francisé en Bidgostie,,.

### La période du royaume de Pologne
Bydgoszcz obtient le statut de ville dès 1346, ce qui reflète son importance économique liée à son rôle dans le commerce du blé et du sel. En août 1409, le grand-maître de l'ordre Teutonique Ulrich von Jungingen prend momentanément la ville. Elle redeviendra polonaise dès 1411 et le restera jusqu'en 1772. Bydgoszcz est une ville royale de la république des Deux Nations ; à partir de la diète de 1764, elle devient également le siège du Tribunal de la Couronne pour la province de Grande-Pologne.
La ville de Bydgoszcz est également connue pour le traité qui y a été signé.

### La période de domination prussienne (1772-1918)

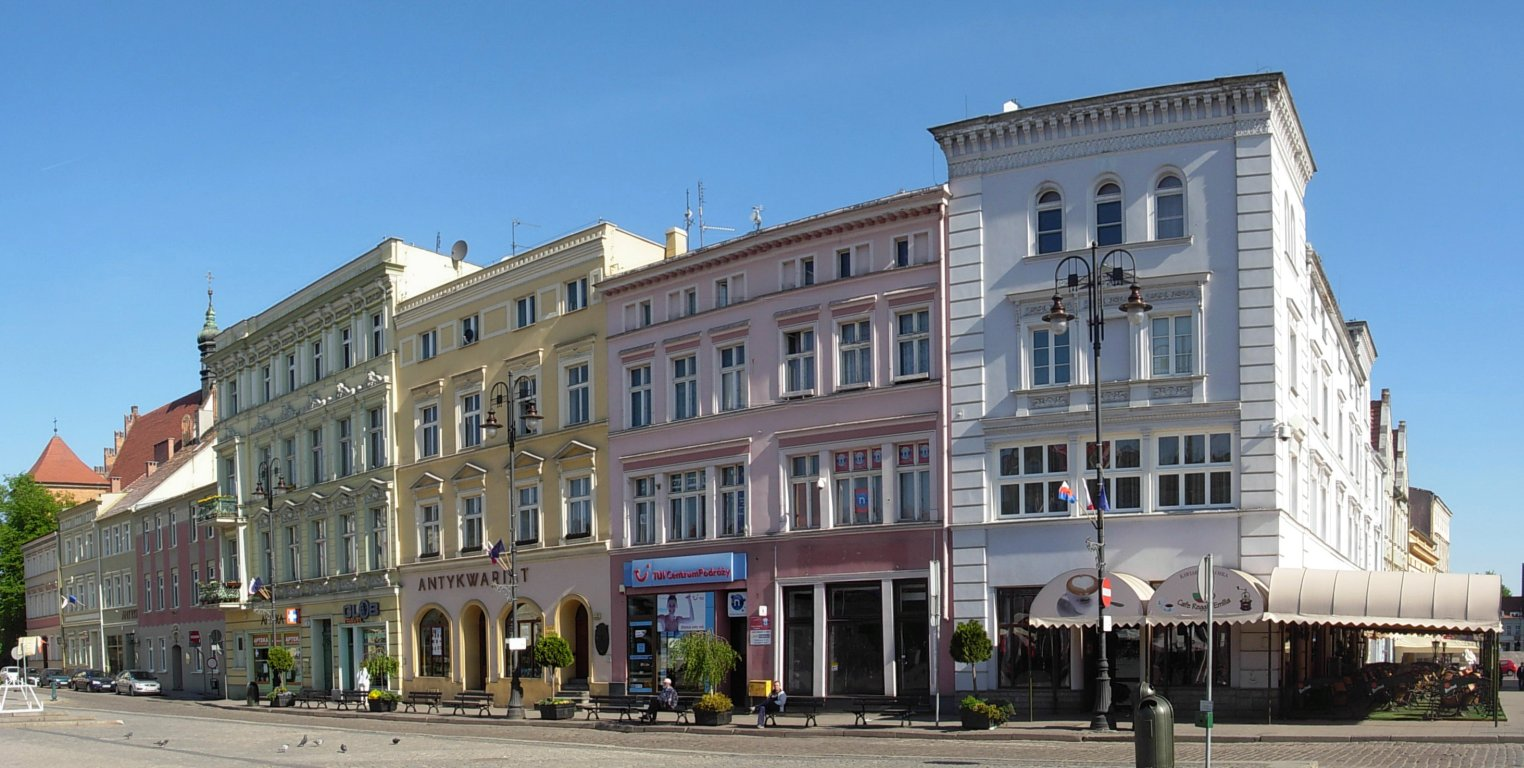
La vieille ville.

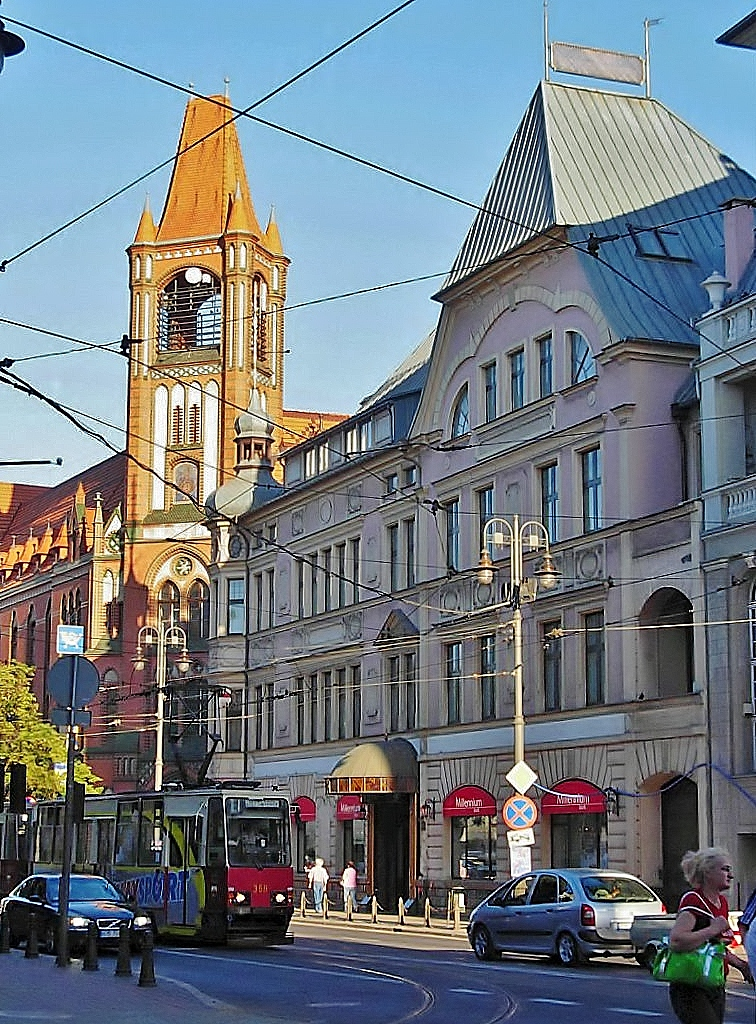
La nouvelle ville.

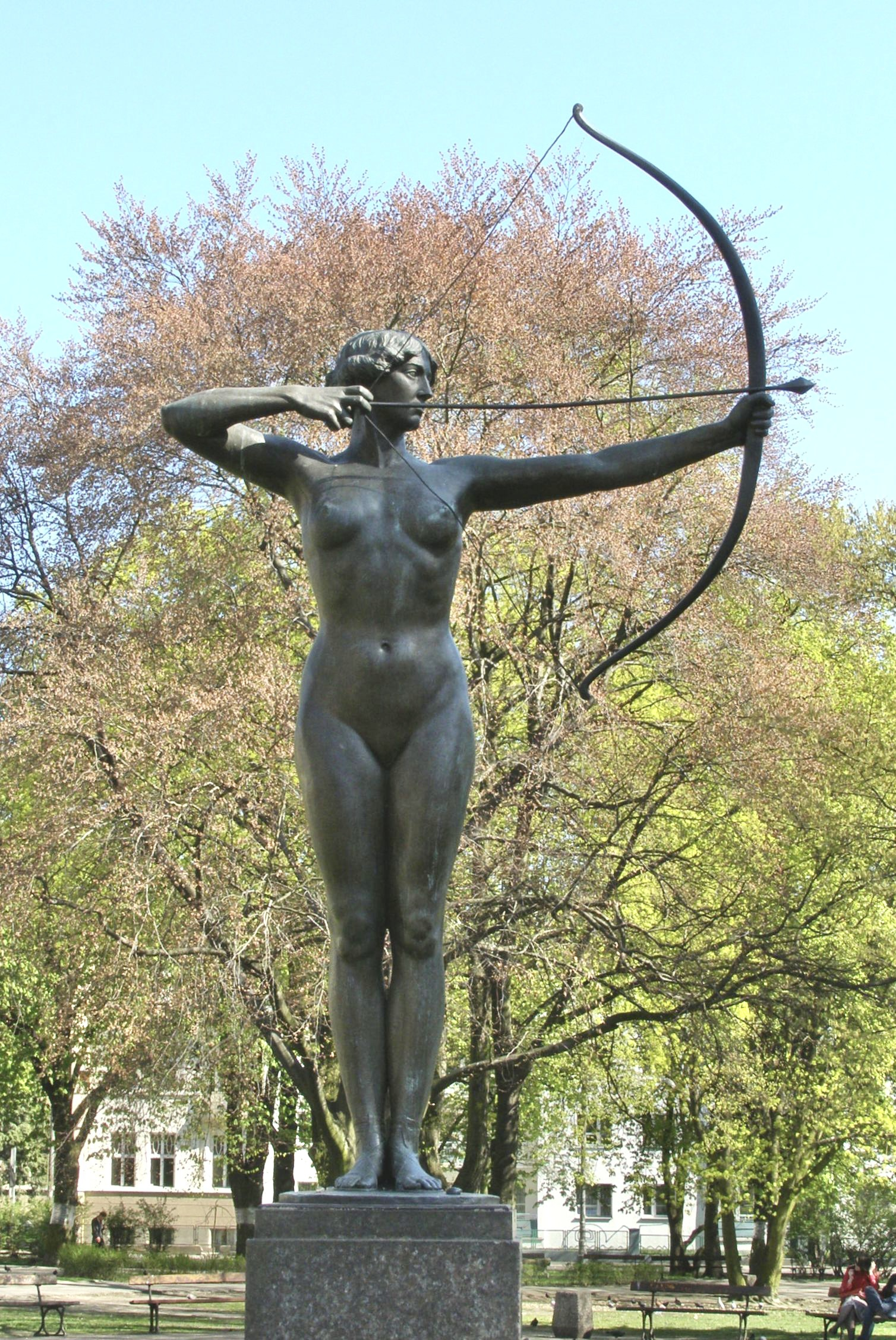
Monument Łuczniczka (L'archère) par Ferdinand Lepcke.

Lors du Premier partage de la Pologne (1772), Bydgoszcz fait partie des territoires annexés par la Prusse ; elle revient au duché de Varsovie en 1807, mais est réintégrée au royaume de Prusse en 1815 (puis à l'Empire allemand en 1871) ; la ville est alors appelée Bromberg.
Elle perd sa prépondérance économique et politique au profit de Thorn (Toruń) jusqu'à ce que la construction des lignes ferroviaires à Dantzig, à Schneidermühl (Piła) et à Thorn change les choses.

### LeXXesiècle
Quand la Pologne retrouve son indépendance en 1918, la ville lui est attribuée et reprend son nom polonais, bien que sa population soit majoritairement allemande (une masse d'Allemands se sont installés dans la ville pendant la période de partition polonaise afin de germaniser ces terres, il faut ajouter qu'avant les partitions de la Pologne, le pourcentage d'Allemands dans la ville était très faible). Après l'annexion à la Pologne en 1919, la plupart des Allemands quittèrent la ville et leur pourcentage tomba à environ 6 %.
En 1939, lors du Dimanche sanglant de Bydgoszcz, une partie de la communauté allemande de la ville est massacrée. Quelques semaines plus tard, en octobre 1939, les nazis utilisent ce prétexte pour faire massacrer 1 200 à 1 400 Polonais et juifs par les Selbstschutz et la Gestapo dans des fosses communes qu'on appellera la « Vallée de la mort ».
De septembre 1944 à janvier 1945, les nazis construisent dans la ville un camp de concentration pour femmes juives, le camp de concentration de Bromberg-Ost, annexe du camp de concentration du Stutthof ; les prisonnières sont contraintes aux travaux forcés pour la maintenance des voies ferroviaires allemandes.
En 1973, Fordon, sur la Vistule à l'est de la ville, est rattaché à Bydgoszcz.

## Climat
| Mois                                             | jan.       | fév.       | mars       | avril     | mai       | juin      | jui.      | août     | sep.      | oct.      | nov.       | déc.       | année      |
| ------------------------------------------------ | ---------- | ---------- | ---------- | --------- | --------- | --------- | --------- | -------- | --------- | --------- | ---------- | ---------- | ---------- |
| Température minimale moyenne (°C)                | −3,7       | −3         | −0,8       | 3,5       | 8,1       | 11,2      | 13,7      | 13,1     | 9,3       | 5,1       | 1,3        | −2,4       | 4,6        |
| Température moyenne (°C)                         | −1,5       | −0,4       | 2,5        | 8,5       | 13,7      | 16,7      | 19,1      | 18,2     | 13,3      | 8,2       | 3,5        | −0,3       | 8,4        |
| Température maximale moyenne (°C)                | 1,1        | 2,7        | 6,9        | 14,1      | 19,4      | 22,1      | 24,6      | 23,9     | 18,6      | 12,7      | 6,2        | 2          | 12,9       |
| Record de froid (°C) date du record              | −29,9 1963 | −26,6 1970 | −25,4 1965 | −8,5 1957 | −5,1 1971 | −1,8 1966 | 2,5 1956  | 1,9 1973 | −4 1977   | −8,3 1966 | −19,6 1965 | −24,2 1969 | −29,9 1963 |
| Record de chaleur (°C) date du record            | 13 1993    | 14,1 1959  | 22,8 1968  | 30,7 2012 | 31,9 1979 | 35,5 2000 | 38,3 1959 | 37 1992  | 33,4 1975 | 28,2 1966 | 19,5 1968  | 15 1961    | 38,3 1959  |
| Précipitations (mm)                              | 34,3       | 26,3       | 36,4       | 28,2      | 52,8      | 56,7      | 83,4      | 55,6     | 48        | 40,1      | 33,6       | 36,9       | 537,9      |
| dont neige (cm)                                  | 94,9       | 76,8       | 28,7       | 1,6       | 0         | 0         | 0         | 0        | 0         | 0         | 10,8       | 59,1       | 277,1      |
| Nombre de jours avec précipitations              | 8,9        | 6,7        | 8,2        | 6,3       | 8,4       | 8,7       | 10,1      | 8,5      | 7,7       | 7,8       | 7,8        | 8,3        | 97,8       |
| dont nombre de jours avec précipitations ≥ 10 mm | 0,2        | 0,3        | 0,6        | 0,4       | 1,6       | 1,5       | 2,6       | 1,8      | 1,5       | 0,9       | 0,4        | 0,5        | 12,7       |
| Humidité relative (%)                            | 86,8       | 86,6       | 81,4       | 71,5      | 69,7      | 71,1      | 73,6      | 75,4     | 81,7      | 86,3      | 90,5       | 89,3       | 80,3       |

| Diagramme climatique                                  |           |             |             |             |              |              |              |           |             |            |           |
| J                                                     | F         | M           | A           | M           | J            | J            | A            | S         | O           | N          | D         |
| 1,1−3,734,3                                           | 2,7−326,3 | 6,9−0,836,4 | 14,13,528,2 | 19,48,152,8 | 22,111,256,7 | 24,613,783,4 | 23,913,155,6 | 18,69,348 | 12,75,140,1 | 6,21,333,6 | 2−2,436,9 |
| Moyennes : • Temp. maxi et mini °C • Précipitation mm |           |             |             |             |              |              |              |           |             |            |           |

## La vieille ville

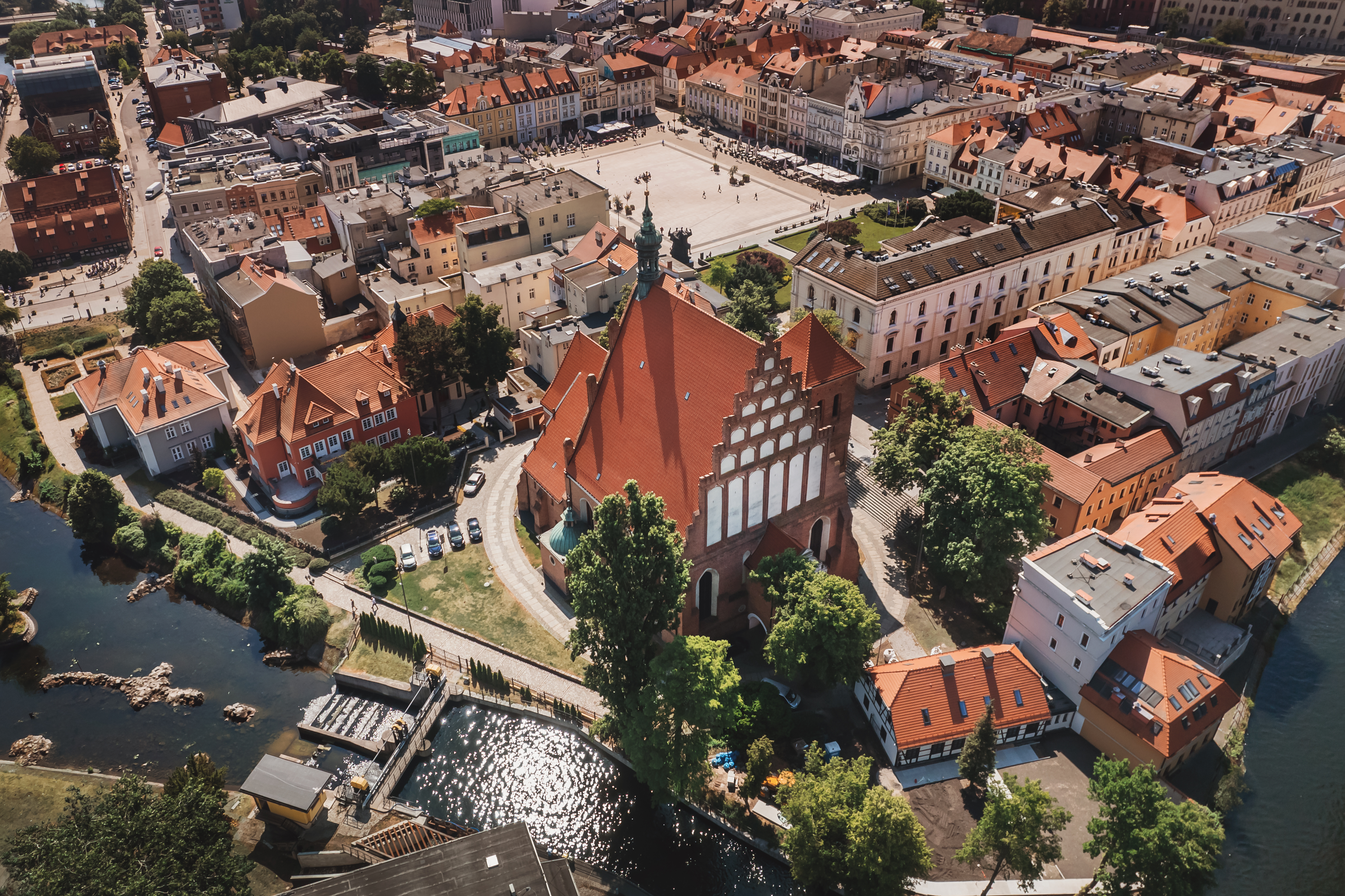
La vieillle ville avec la cathédrale de Bydgoszcz et la place du Vieux Marché.

La vieille ville de Bydgoszcz, située sur un coude de la rivière Brda, a conservé son tracé médiéval. Des vestiges architecturaux datant d'avant 1800 y ont été conservés :
- Les temples gothiques : la cathédrale Saint-Martin et Saint-Nicolas (en), l'église des Bernardines et l'église des Clarisses,
- le bâtiment de l'ancien collège des Jésuites datant du XVIIe siècle,
- des fragments de murs de défense,
- plusieurs immeubles et greniers du XVIIIe siècle.

La plupart des bâtiments de la vieille ville datent toutefois du XIXe siècle. Le point central de la ville est la place du Vieux Marché. Dans l'un des immeubles de la place, le personnage de Pan Twardowski apparaît deux fois par jour et présente un court spectacle de musique. 

## La métropole Bydgoszcz-Toruń
Lors de la réforme territoriale de 1999, le gouvernement polonais décide que la voïvodie de Couïavie-Poméranie aurait deux chefs-lieux, Bydgoszcz et Toruń, afin de ménager la fierté de leurs habitants.
Bydgoszcz fait partie de la métropole Bydgoszcz-Toruń, ces deux villes s'intègrent rapidement, et en 2003, l'Académie médicale de Bydgoszcz rejoint l'université de Toruń. Bydgoszcz est le siège de plusieurs universités et d'un musée de la diplomatie et de l'émigration polonaise. La Philharmonie Paderewski est réputée pour l'acoustique exceptionnelle de sa salle de concert[réf. nécessaire].

## Économie
Parmi les compagnies les plus importantes, on retrouve :
- Romet (pl) (vélos)
- Zachem SA (en) (chimie)
- Eltra (en) (électronique)
- PESA (Machines Ferroviaires)
- OKT Polska
- Oponeo SA (vendeur de pneus en ligne)
- Jutrzenka (usine de confiserie)
- Vivid Games (jeux mobiles)

## Transports
Bydgoszcz est desservie par l'Aéroport de Bydgoszcz (en polonais : Port lotniczy im. Ignacego Jana Paderewskiego Bydgoszcz-Szwederowo, code AITA : BZG, code OACI : EPBY).

## Sports
- L'Artego Bydgoszcz est le club de basket-ball féminine de la ville
- L'Astoria Bydgoszcz est le club de basket-ball de la ville.
- Le Zawisza Bydgoszcz est le club de football de la ville.
- La ville a accueilli la première édition des Championnats du monde d'athlétisme jeunesse en 1999, la Coupe d'Europe des nations d'athlétisme 2004, les Championnats d'Europe espoirs d'athlétisme 2003 et surtout les Championnats du monde junior d'athlétisme 2008 dans le stade Zdzisław-Krzyszkowiak particulièrement adapté à ce genre de compétitions. En 2016, elle récupère l'organisation des Championnats du monde juniors d'athlétisme 2016, enlevés à la Russie. La Super Ligue des Championnats d'Europe d'athlétisme par équipes 2019 s'y déroule et voit la Pologne l'emporter.
- La ville a également accueilli les Championnats du monde de cross-country 2010.

## Personnalités
- Georg von Schleinitz (1834-1910), officier de la Kaiserliche Marine
- Adolf Rosenberg (1850-1906), historien de l'art allemand
- Franz Laskoff (1869-1918), artiste, aquarelliste, caricaturiste, affichiste
- Eberhard von Mackensen (1889-1969), général allemand durant la Première et la Seconde Guerre mondiale.
- Kurt Tank (1898-1983), ingénieur aéronautique allemand concepteur notamment des Focke-Wulf Fw 190 et Ta 152.
- Marian Rejewski (1905-1980), mathématicien et cryptologue.
- Leonard Pietraszak (1936-2023), acteur polonais.
- Zbigniew Boniek (1956-), joueur de football.
- Stefan Majewski (1956-), joueur de football.
- Grażyna Wojcieszko (1957-), poétesse.
- Julia Przyłębska, juge.
- Marek Leśniewski (1963-), coureur cycliste.
- Sylwester Szmyd (1978-), coureur cycliste.
- Vivian Schmitt (1978-), actrice pornographique.
- Le groupe de punk hardcore Abaddon.

## Jumelages
La ville de Bydgoszcz est jumelée avec
- Tcherkassy (Ukraine) depuis le 13 septembre 2000
- Hartford (États-Unis) depuis le 30 septembre 1996
- Kragujevac (Serbie) depuis le 23 juillet 1971
- Krementchouk (Ukraine) depuis le 30 juin 2004
- Mannheim (Allemagne) depuis le 26 septembre 1991
- Ningbo (Chine) depuis 2005
- Patras (Grèce) depuis le 8 octobre 2004
- Pavlodar (Kazakhstan) depuis le 10 avril 1997
- Perth (Écosse) depuis le 9 mai 1998
- Pitești (Roumanie) depuis le 22 juin 2007
- Reggio d'Émilie (Italie) depuis le 12 avril 1962
- Wilhelmshaven (Allemagne) depuis le 19 avril 2006

## Galerie

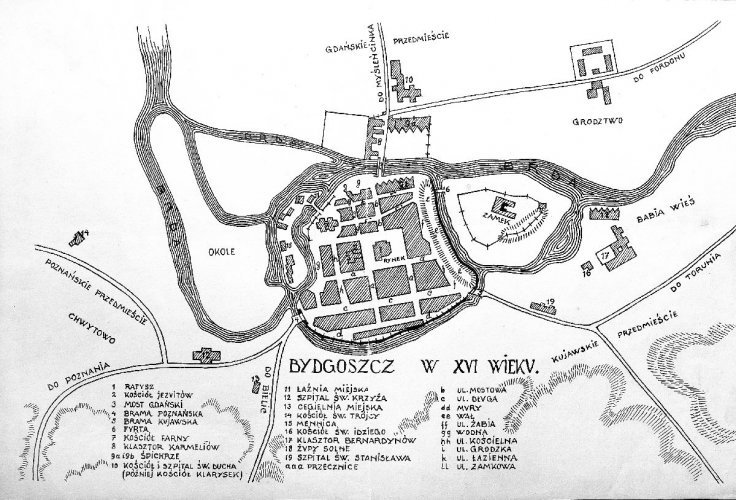
Plan de la ville, aux XVIe – XVIIe siècles
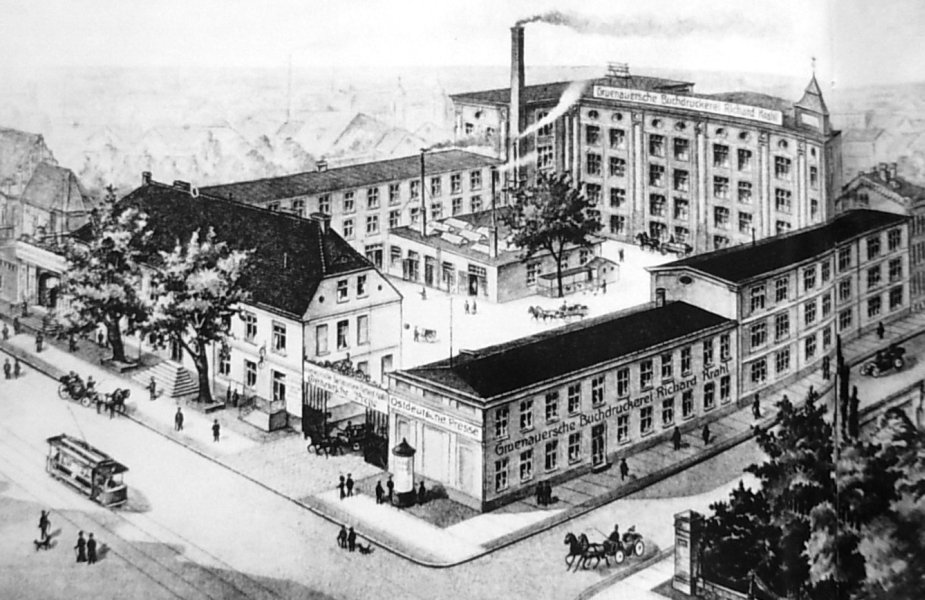
Imprimerie Grunauer à Bydgoszcz, en 1912
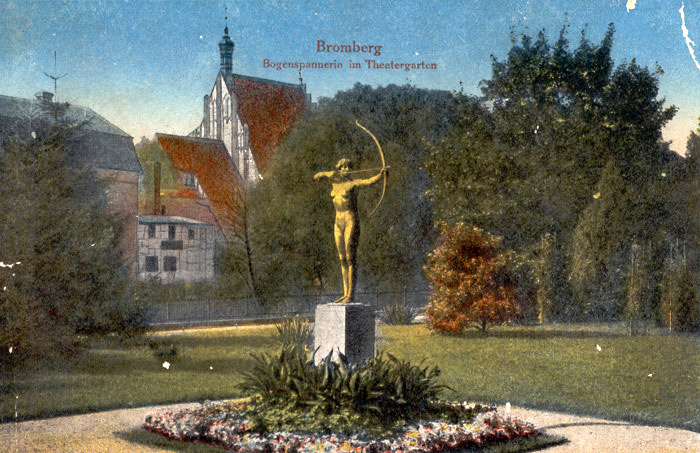
Monument à l'archer sur la Place Teatralny (place du Théâtre), en 1914
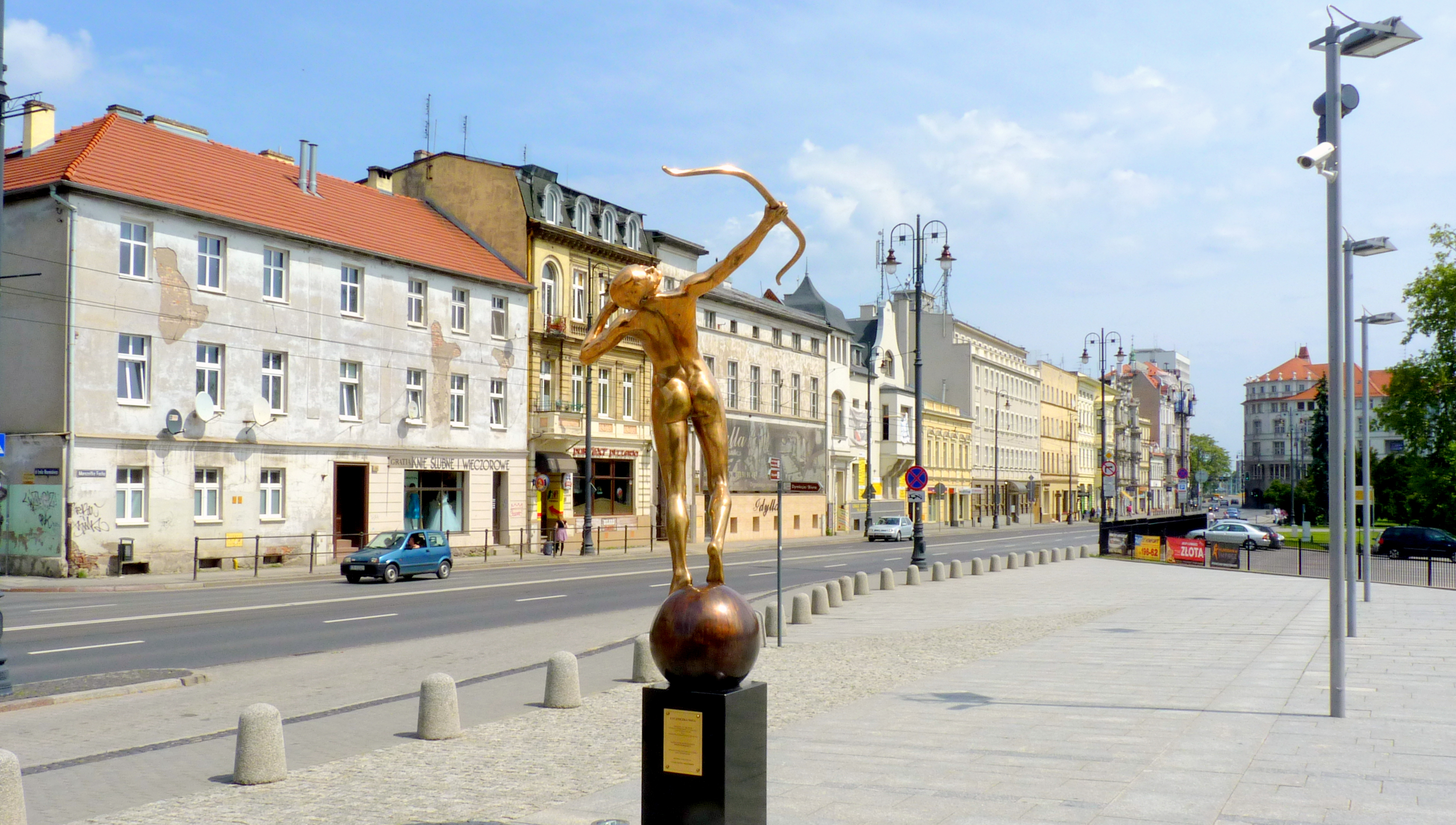
Place Teatralny, 2013
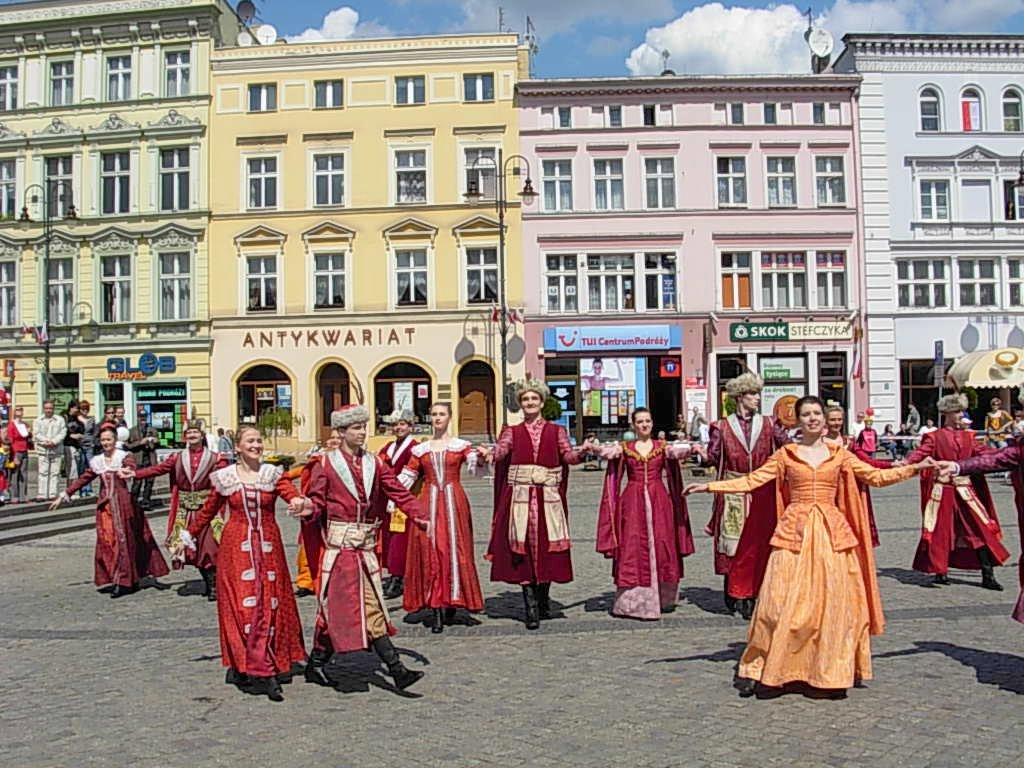
Cérémonies sur la place du Vieux Marché à Bydgoszcz - danse du groupe Ziemia Bydgoska, 3 mai 2007
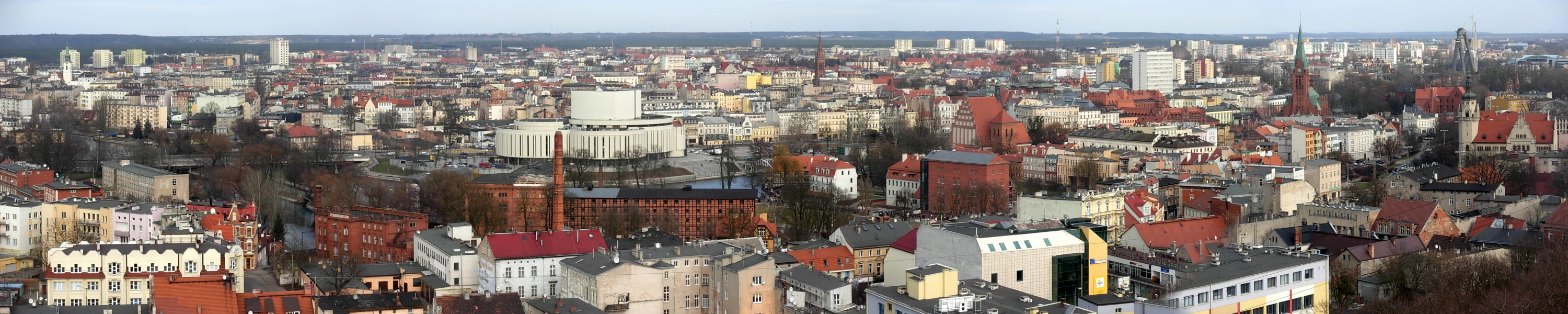
Panorama du centre-ville, vu de la tour de l'eau (« wieży ciśnień »), 2013
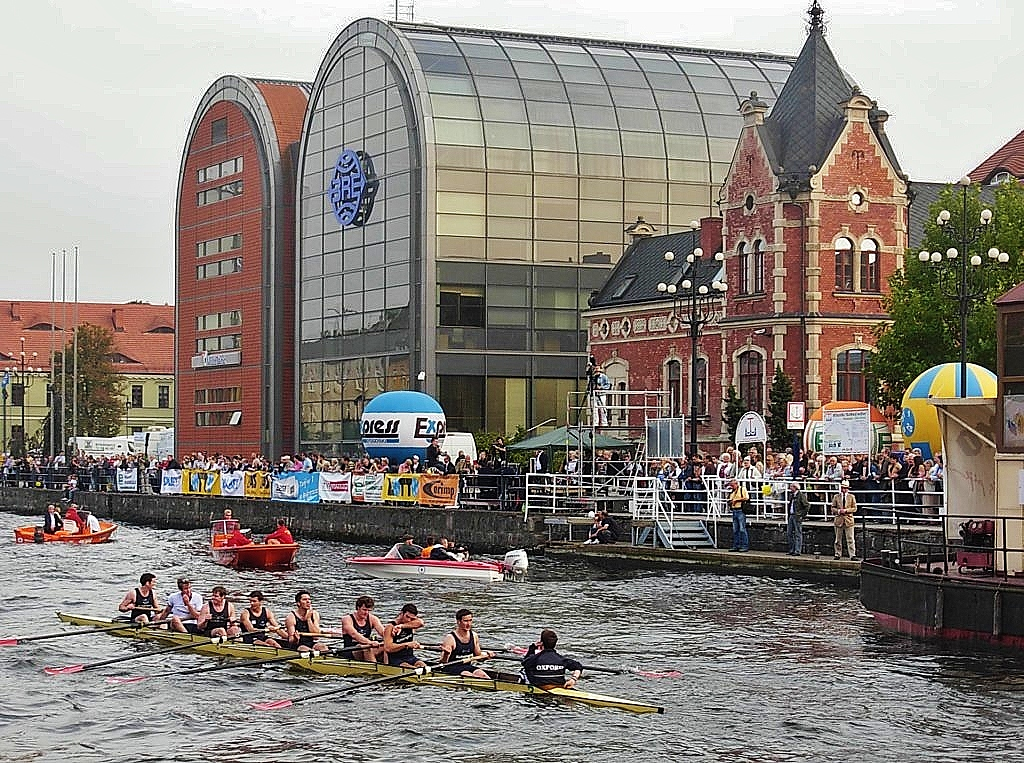
Préparation de l'équipe de l'université d'Oxford lors de la course « Wielka Wioślarska », 2010
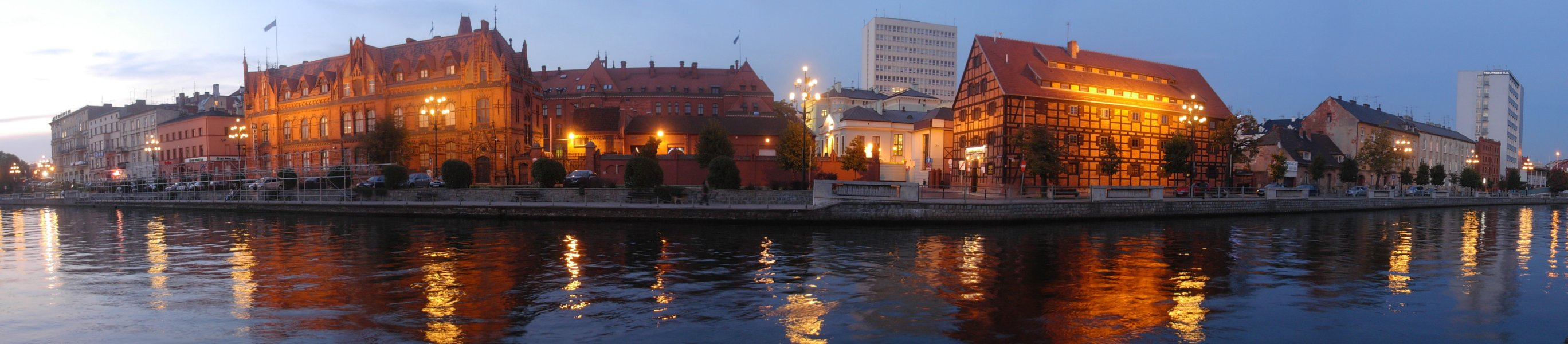
Panorama depuis la rivière-canal Brda
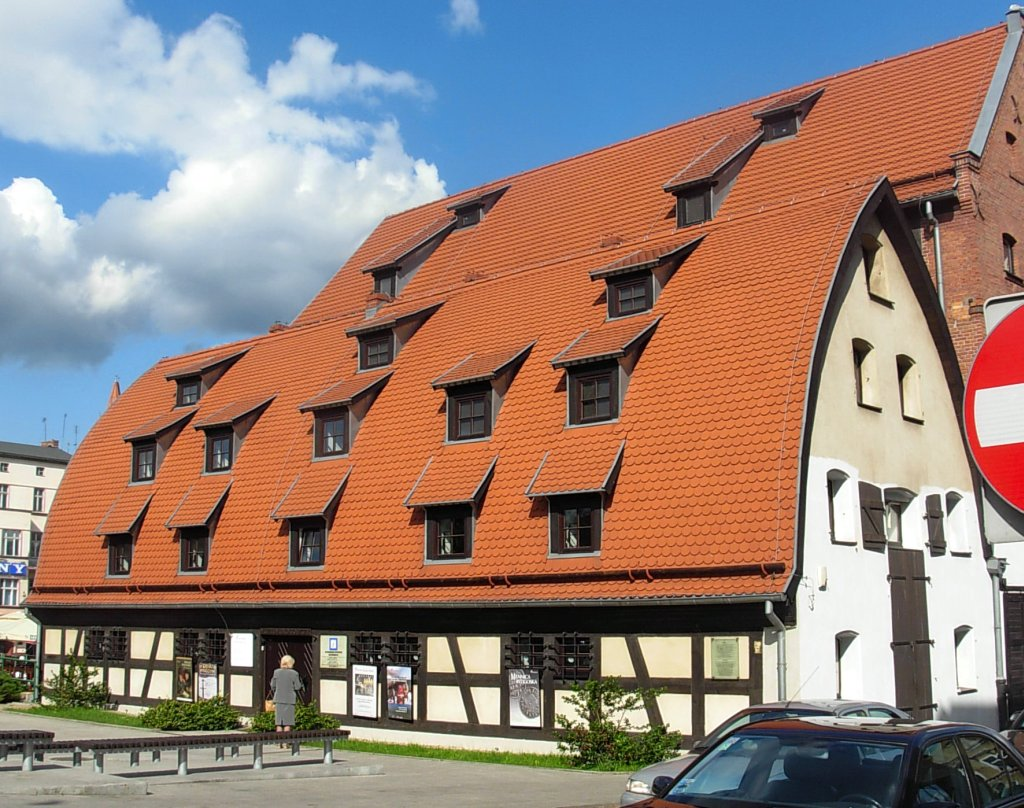
Grenier à grains, appelé « grenier hollandais »
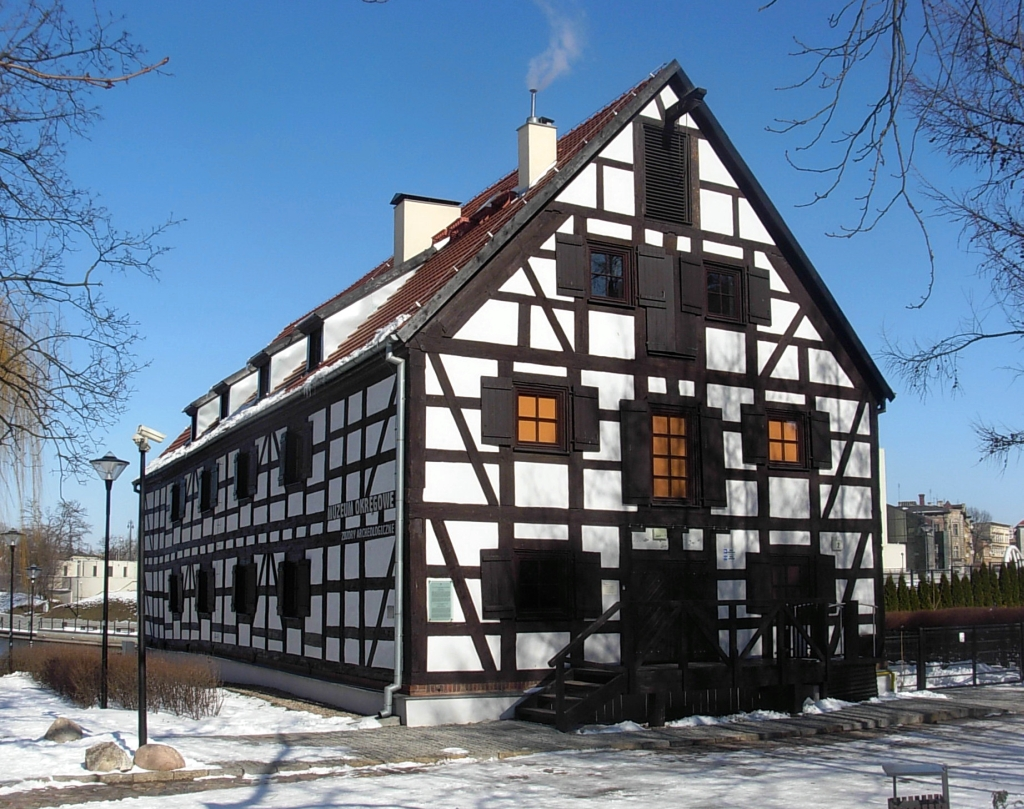
Grenier à blé blanc sur l'île Mill
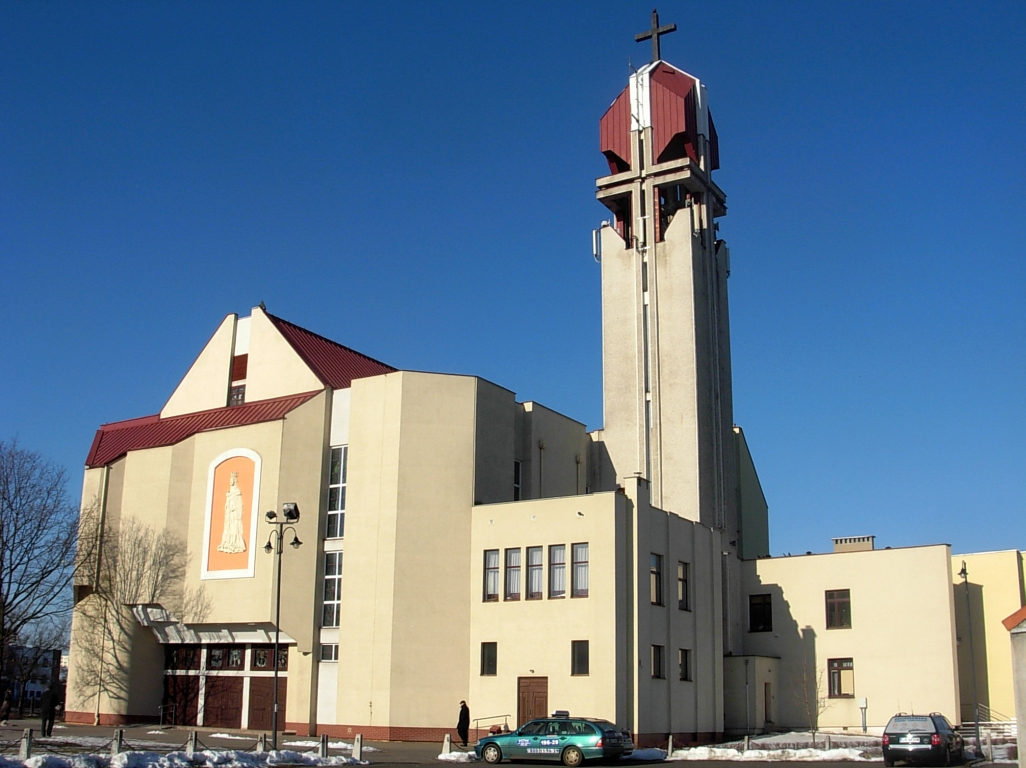
Église Sainte-Hedwige-la-Reine (pl) dans le hameau de Wzgórze Wolności, 2013